# 45-мм противотанковая пушка образца 1942 года (М-42)
М-42 (Индекс ГАУ — 52-П-243С) — советское полуавтоматическое противотанковое орудие калибра 45 мм. Полное официальное название орудия — 45-мм противотанковая пушка обр. 1942 года (М-42). Оно использовалось с 1942 года до конца Великой Отечественной войны, но в связи с недостаточной бронепробиваемостью было частично заменено в производстве в 1943 году на более мощную пушку ЗИС-2 калибра 57 мм. Окончательно пушка М-42 была снята с производства в 1946 году. За 1942—1945 годы промышленность СССР изготовила 10 843 таких орудий.

## История создания
45-мм противотанковая пушка обр. 1942 года М-42 была получена путём модернизации 45-мм пушки образца 1937 года на заводе № 172 в Мотовилихе. Модернизация заключалась в удлинении ствола с 46 калибров до 68,6, в усилении метательного заряда, также был предпринят ряд технологических мер для упрощения серийного производства. Толщина брони щитового прикрытия была увеличена с 4,5 мм до 7 мм для лучшей защиты расчёта от винтовочных бронебойных пуль. В результате модернизации дульная скорость снаряда возросла с 760 до 870 м/с.

## Производство
Производство пушки М-42 осуществлялось на заводе № 172:
| год | 1942 | 1943 | 1944 | 1945 | 1946 | Всего  |
| --- | ---- | ---- | ---- | ---- | ---- | ------ |
|     | 173  | 4151 | 4628 | 2064 | 140  | 11 156 |

## Боевое применение

### В Великой Отечественной войне
Пушка предназначалась для борьбы с танками, самоходками и бронемашинами противника. Она была способна успешно бороться со всеми средними танками вермахта 1942 года. Однако появление в 1943 году в значительных количествах новых тяжёлых танков «Тигр», «Пантера» и модернизированного Pz Kpfw IV Ausf H с толщиной лобовой брони 80 мм вновь поставило советскую противотанковую артиллерию перед необходимостью усиления огневой мощи. Это было выполнено путём повторного принятия на вооружение 57-мм противотанковой пушки ЗИС-2. Однако благодаря отлаженному производственному механизму по выпуску М-42, возможности борьбы с Пантерой и Pz Kpfw IV Ausf H путём стрельбы в борт и высокой мобильности этого орудия оно было оставлено в производстве и на вооружении противотанковых подразделений стрелковых частей. Аналогично поступили и англичане — разработав мощную 17-фунтовку, они сохранили в производстве по абсолютно тем же соображениям менее мощную 6-фунтовку.
Орудие имело и противопехотные возможности — в её боекомлект входил осколочно-фугасный снаряд и картечь. Осколочная 45-мм граната при разрыве даёт 100 осколков, сохраняющих убойную силу при разлёте по фронту на 15 м и в глубину на 5-7 м. Картечные пули при стрельбе образуют поражающий сектор по фронту до 60 м и в глубину до 400 м.
В мемуарах о боевом применении пушки:

Командующий 6-й гвардейской армии генерал И. М. Чистяков писал:

« ….. маршал артиллерии Николай Николаевич Воронов как-то рассказал нам, что в 22-й армии на макушках деревьев ... устроили огневую позицию для противотанковой пушки. И видимость была хорошая, и обстрел замечательный. Пушка подбила два или три танка противника, но потом при очередном выстреле сама свалилась с дерева со всем расчётом»

## Характеристики и свойства боеприпасов
- Номенклатура боеприпасов :
  - бронебойный 53-Б-240
  - бронебойно-трассирующий 53-БР-240
  - бронебойно-трассирующий 53-БР-240СП (сплошной)
  - бронебойно-трассирующий подкалиберный 53-БР-240П
  - осколочный 53-О-240 (стальной)
  - осколочный 53-О-240А (сталистого чугуна)
  - картечь 53-Щ-240
  - дымовой 53-Д-240
- Масса снаряда, кг
  - Осколочный : 2.1
- Дальность прямого выстрела, м : 950
- Бронепробиваемость гомогенной брони средней твёрдости, 75 % осколков в заброневом пространстве, мм

|                       |         |            |                         | Бронепробиваемость, мм | Бронепробиваемость, мм | Бронепробиваемость, мм | Бронепробиваемость, мм |
| тип снаряда           | вес, кг | вес ВВ, кг | начальная скорость, м/с | 100 м                  | 300 м                  | 500 м                  | 1000 м                 |
| --------------------- | ------- | ---------- | ----------------------- | ---------------------- | ---------------------- | ---------------------- | ---------------------- |
| Бронебойный БР-240    | 1,4     | —          | 870                     | 71                     |                        | 61                     | 51                     |
| Подкалиберный БР-240П | 0,85    | —          |                         | 108                    | 82                     | 62                     | 46                     |

## Где можно увидеть
- Россия — Орешек (крепость)
- Россия — Музей отечественной военной истории в деревне Падиково Истринского района Московской области.
- Россия— Музей пермской артиллерии (музей истории ПАО «Мотовилихинские заводы»). Пермь, 1905 года, д. 20.
- Россия — Краснодарский край, Темрюкский район, г. Темрюк, музей под открытым небом «Военная горка»
- Россия— Свердловская область, г. Верхняя Пышма, Музейный комплекс УГМК
- Россия - Чита, Музей истории войск Забайкальского военного округа.

## Операторы
- Венесуэла — 6 ед., по состоянию на 2016 год[2]
- Тунис — 12 ед., по состоянию на 2016 год[3]
- Иордания — 216 ед., небоеспособных, по состоянию на 2016 год[4]